# Parque Victoria (Islas Cook)
El Parque Victoria (en inglés: Victoria Park)  es una infraestructura deportiva que es usada principalmente como estadio de fútbol en la localidad de Avarua, en las Islas Cook un territorio dependiente de Nueva Zelanda en el Océano Pacífico. El equipo de fútbol Tupapa Maraerenga FC lo usa habitualmente como su sede. El estadio tiene capacidad para aproximadamente 1000 espectadores.